# Nathan Légaré
Nathan Légaré, född 11 januari 2001, är en kanadensisk professionell ishockeyforward som är kontrakterad till New Jersey Devils i National Hockey League (NHL) och spelar för Utica Comets i American Hockey League (AHL).
Han har tidigare spelat för Wilkes-Barre/Scranton Penguins och Rocket de Laval i AHL och Drakkar de Baie-Comeau och Foreurs de Val-d'Or i Ligue de hockey junior majeur du Québec (LHJMQ).
Légaré draftades av Pittsburgh Penguins i tredje rundan i 2019 års draft som 74:e spelare totalt.

## Statistik
| 2013–2014    | Seigneurs de Mille-Îles        |              | 4   | 1   | 1   | 2   | 2   | 1  | 1  | 1 | 2  | 2  |
| 2014–2015    | Seigneurs de Mille-Îles        |              | 32  | 12  | 13  | 25  | 38  | —  | —  | — | —  | —  |
| 2015–2016    | Seigneurs de Mille-Îles        |              | 33  | 26  | 33  | 59  | 56  | —  | —  | — | —  | —  |
|              | Seigneurs de Mille-Îles        |              | 1   | 0   | 0   | 0   | 2   | —  | —  | — | —  | —  |
| 2016–2017    | Vikings de Saint-Eustache      | LHMAAAQ      | 40  | 20  | 31  | 51  | 72  | 5  | 0  | 2 | 2  | 14 |
| 2017–2018    | Drakkar de Baie-Comeau         | LHJMQ        | 62  | 10  | 19  | 29  | 43  | 5  | 0  | 1 | 1  | 2  |
| 2018–2019    | Drakkar de Baie-Comeau         | LHJMQ        | 68  | 45  | 42  | 87  | 52  | 7  | 3  | 1 | 4  | 6  |
| 2019–2020    | Drakkar de Baie-Comeau         | LHJMQ        | 61  | 35  | 36  | 71  | 75  | —  | —  | — | —  | —  |
| 2020–2021    | Drakkar de Baie-Comeau         | LHJMQ        | 14  | 5   | 9   | 14  | 10  |    |    |   |    |    |
|              | Foreurs de Val-d'Or            | LHJMQ        | 19  | 11  | 13  | 24  | 21  | 15 | 14 | 4 | 18 | 12 |
| 2021–2022    | Wilkes-Barre/Scranton Penguins | AHL          | 57  | 7   | 9   | 16  | 30  | 2  | 1  | 1 | 2  | 2  |
| 2022–2023    | Wilkes-Barre/Scranton Penguins | AHL          | 68  | 8   | 11  | 19  | 76  | —  | —  | — | —  | —  |
| 2023–2024    | Rocket de Laval                | AHL          | 39  | 6   | 3   | 9   | 42  | —  | —  | — | —  | —  |
|              | Utica Comets                   | AHL          | 15  | 2   | 1   | 3   | 19  | —  | —  | — | —  | —  |
| 2024–2025    | New Jersey Devils              | NHL          | 1   | 0   | 0   | 0   | 0   | —  | —  | — | —  | —  |
|              | Utica Comets                   | AHL          | 18  | 3   | 0   | 3   | 47  | —  | —  | — | —  | —  |
| NHL totalt   | NHL totalt                     | NHL totalt   | 1   | 0   | 0   | 0   | 0   | —  | —  | — | —  | —  |
| KHL totalt   | KHL totalt                     | KHL totalt   | 197 | 26  | 24  | 50  | 214 | 2  | 1  | 1 | 2  | 2  |
| LHJMQ totalt | LHJMQ totalt                   | LHJMQ totalt | 224 | 106 | 119 | 225 | 201 | 27 | 17 | 6 | 23 | 20 |

### Internationellt
| Källa: Uppdaterad: 2024-12-04 | Källa: Uppdaterad: 2024-12-04 | Källa: Uppdaterad: 2024-12-04 |         | Utv = Utvisningsminuter | Utv = Utvisningsminuter | Utv = Utvisningsminuter | Utv = Utvisningsminuter | Utv = Utvisningsminuter |
| År                            | Lag                           | Mästerskap                    | Matcher | Mål                     | Assists                 | Poäng                   | Utv                     |                         |
| ----------------------------- | ----------------------------- | ----------------------------- | ------- | ----------------------- | ----------------------- | ----------------------- | ----------------------- | ----------------------- |
| 2019                          | Kanada                        | U18-VM                        | 7       | 4                       | 0                       | 4                       | 4                       |                         |
| Junior totalt                 | Junior totalt                 | Junior totalt                 | 7       | 4                       | 0                       | 4                       | 4                       |                         |